# Grupo Rotoplas
Grupo Rotoplas, S.A.B. de C.V. o simplemente Rotoplas, es una empresa multinacional mexicana dedicada a la fabricación de tanques de almacenamiento y filtración de agua fundada el 2 de febrero de 1978 por Carlos Rojas Mota Velasco, y con sede en la alcaldía Miguel Hidalgo de la Ciudad de México. Tiene presencia en 14 países de Latinoamérica y en los Estados Unidos. Su principal mercado es México, pero también teniendo presencia en Argentina, Brasil, Chile, Colombia, Costa Rica, El Salvador, los Estados Unidos, Guatemala, Honduras, Nicaragua, Panamá, el Perú y Uruguay.

## Historia

### Primeros años
Rotoplas se fundó el 2 de febrero de 1978 por Carlos Rojas Mota Velasco en Coyoacán, Ciudad de México como un pequeño negocio con menos de 30 empleados. En sus inicios se dedicaba a fabricar macetas para jardinería y tanques para leche. En 1989 inicio con la fabricación de tanques industriales de polietileno, mediante la técnica de «rotomoldeo». En 1995 se comercializan dos líneas de productos en 3 mil puntos de venta en México con 8 plantas. Su popularidad llevó a la empresa a tener hasta el 90% de participación en el mercado a mediados de la década de los años 90. En 1996 se expanden por primera vez al extranjero empezando a vender sus productos en Guatemala. A partir de 2005 su principal y único giro se concentra en la fabricación de tanques de agua o derivados. El 10 de diciembre de 2014 salen a la Bolsa Mexicana de Valores (BMV) bajo la clave de pizarra «AGUA». En 2015 incursionan en Estados Unidos con Plastic-Mark y The Tank Depot.

### Adquisiciones
En 2010 el grupo de accionistas adquiere la participación en Aqua International Partners. En 2016 adquirieron la totalidad de las acciones de la empresa argentina Talsar, S.A. dedicada a los calentadores de agua por 642 millones de pesos mexicanos. En 2018 adquirieron la totalidad de las acciones de la empresa argentina IPS dedicada a la industria termoplástica siendo el principal exportador de tuberías y conexiones en 35 países además de brindar soluciones a instaladores profesionales.

### En la cultura popular
En México es común que la gente le diga «tinaco» o «rotoplas» a los tanques de agua debido a la popularidad de esta marca ya que es la que está más presente en el país. En el barrio promedio está presente en las azoteas de la mayoría de los hogares.